# Ifalukellidae
Ifalukellidae é uma família de corais da ordem Scleralcyonacea.

## Géneros
Seguem os gêneros da família:
- Huziogorgia (López-González, 2020)
- Ifalukella (Bayer, 1955)
- Plumigorgia (Nutting, 1910)
- Trichogorgia (Hickson, 1904)